# Уједињење Италије
Уједињење Италије је процес стварања јединствене државе на Апенинском полуострву револуционарним путем током 19. века. На челу те идеје стајао је национални покрет Ризорђименто који је предводио Ђузепе Гарибалди.
Италија је и након 1848. године остала подељена. Свест о припадности једној нацији је све више јачала међу Италијанима. Због јаког привредног развоја у северној Италији, потреба за јединственим тржиштем, тј. за уједињењем италијанских држава се појачавала. Краљевина Пијемонт-Сардинија (Пијемонт) била је привредно најразвијенија. Због тога је гроф Камило Бенсо ди Кавур, пијемонтски председник владе, настојао, уз помоћ Француске, ујединити италијанске државе. Наполеон III и Кавур одлучили су се на рат против Аустрије. Ломбардија и Венеција требало је да припадну Пијемонту, а Ница и Савоја Француској. 1859. године у бици код Солферина Аустрија је поражена. Ломбардија је прикључена Пијемонту, али то није био случај с Венецијом. Наполеон се повукао из рата, изненадно, те су Италијани, незадовољни тиме, развргли савез с Француском. У исто вријеме у Парми, Модени и Тоскани долази до устанка и оне се 1860. прикључују Пијемонту. Настављају се револуционарни покрети и тежње италијанских држава за уједињење с Краљевином Сардинијом. 1860. године у Напуљском краљевству избија устанак на чије чело стаје Ђузепе Гарибалди. Апсолутна власт Бурбона у Напуљу срушена је, а уједињење с Пијемонтом је проглашено. Тако је 1861. створена Краљевина Италија. Краљ Краљевине Сардиније, Виторио Емануеле II, постаје њен први краљ. Поразом Аустрије од Пруске 1866. године, Венеција је прикључена Италији. 1870. године, када је преостали део Папске државе прикључен Краљевини Италији, завршава процес уједињења Италије, а Рим постаје престоница јединствене државе.
Покрет за уједињење Италије трајао је од 1815. до 1870. године.
У првом раздобљу (1815—1849) родољуби и грађански револуционари покушали су заверама, побунама, устанцима и револуцијама да ослободе и уједине Италију. У другом раздобљу (1850—1870) политичком, дипломатском и војном акцијом Краљевине Сардиније (Пијемонта) и уз помоћ националноослободилачког покрета италијанског народа остварено је уједињење Италије.

## Прва фаза борбе за уједињење
После слома револуције 1848. године, Аустрија је имала превласт у италијанским земљама: задржала је под својом влашћу Ломбардију и Венецију и по многим местима средње Италије разместила своје гарнизоне. У свим државама у Италији, изузимајући Краљевину Сардинију, завладали су назадни режими од којих је најсвирепији био режим у Краљевства Две Сицилије под влашћу Бурбонца Фердинанда II. Уставни режим, успостављен 1848. године, задржао се само у Пијемонту, који је због тога уживао велики углед код свих Италијана.
Улога Пијемонта постала је веома активна 1852. године, када је Камило Бенсо ди Кавур, познати родољуб и либерални политичар, постао премијер. Он је стао на чело покрета Ризорђименто, тј. препорода за уједињење Италије и њено политичко уређење на основу буржоаских реформи. Кавур их је упорно спроводио, најпре у самом Пијемонту. Сматрао је да се Италија може ослободити стране власти и ујединити само војним дејством Пијемонта и војном подршком неке стране силе.
Насупрот таквом Кавуровом схватању, истицало се схватање Мацинија, који је још тридесетих година преко организације Млада Италија указивао на револуционарни пут ослобођења и уједињења Италије. Према овом схватању, делатношћу демократских снага у склапању завера и дизању устанака, распарчани делови Италије ујединили би се у „демократску“ републику. Мацинијеве присталице организовале су атентате на Франческа II у Напуљу, покушале да дигну устанак у Ђенови и Ливорну, али без успеха.
Кавур је сматрао да би пре почетка борбе за уједињење Италије требало обезбедити савез са Француском против Аустрије, јер је био уверен да ће Аустрија бити главна препрека уједињењу Италије. Да би се приближио великим силама, Кавур је 1855. године увео Пијемонт у Кримски рат. Пијемонт није имао никаквог интереса за питања која су решавана овим ратом, али се за време мировних преговора у Паризу (1856) и његов представник нашао међу преговарачима. То је била прилика да и европске силе упознају италијански проблем.
Само две године касније Наполеон III и Кавур тајно су се састали. Том приликом Пијемонту је обећана војна помоћ у борби против Аустрије. Кавур је заузврат пристао да Француској уступи Савоју и Ницу.
Покушај европских сила да сазивањем конгреса отклоне ратни сукоб Пијемонта и Аустрије није успео, јер је Аустрија 1859. године објавила рат Пијемонту. Чим су аустријске трупе стигле на границу Пијемонта, Француска је ступила у рат на страни Пијемонта. Удружене француско-пијемонтске трупе поразиле су Аустријанце у двема крвавим биткама: 4. јуна код Мађенте и двадесет дана касније код Солферина. То је изазвало снажне револуционарне покрете на целом Апенинском полуострву. Наполеон III је увидео да ће ослободилачка и револуционарна борба италијанског народа довести до стварања велике и јединствене италијанске државе, а то му није ишло на корист. Зато је 11. јула са аустријским Царом Францом Јозефом склопио мир. Француска је добила Савоју и Ницу, Пијемонт Милано и целу Ломбардију, а Млетачка област је и даље остала под Аустријом.
Делимичан успех борбе за уједињење Италије 1859. године разочарао је многе Италијане. Живнули су и Мацинијеви следбеници. У Модени, Парми, Фиренци и Болоњи избили су устанци и створене привремене Владе, које су прогласиле припајање Пијемонту. Тако се завршила прва фаза борбе за италијанско уједињење.

## Друга фаза борбе за уједињење
У априлу 1860. године, избио је устанак сељака на Сицилији против владавине краља Франческа II. Устанике је подржао Ђузепе Гарибалди, који се 1848. године истакао у борби против Аустрије. Он се са 1.200 добровољаца - црвенокошуљаша - убрзо придружио устаницима на Сицилији. Сједињени гарибалдинци и побуњени сељаци убрзо су победили краљевску војску и овладали целим острвом. Са војском чији се број попео на 25.000 бораца, Гарибалди се пребацио са Сицилије у јужну Италију и 17. септембра 1860. године ослободио Напуљ. Док је Мацини безуспешно наговарао Гарибалдија да крене на Рим, који је још био под папском влашћу, и да тамо прогласи Републику, пијемонтска војска је ушла у јужну Италију и спојила се са Гарибалдијевим трупама. Франческо II је побегао код папе у Рим, а Гарибалди је предао власт пијемонтском краљу Виторију Емануелу. Плебисцитом који је затим организован, народ јужне Италије се у целини изјаснио за уједињење са Пијемонтом. На основу свих тих догађаја, фебруара 1861. године у главном граду Пијемонта - Торину се састао први италијански парламент који је 14. марта прогласио уједињену Краљевину Италију. Друга фаза борбе за уједињење Италије била је завршена. Ван Италије остали су још Рим и Венеција.

## Ослобођење Рима и Венеције
Иако је Рим у марту 1861. године, проглашен за престоницу уједињене Италије, он се налазио у Папској држави. Гарибалдијев покушај 1862. године, да силом заузме Рим није успео. И Млетачка област са Венецијом још је била под аустријском влашћу.
И Рим и Млетачка област припојени су Италији за време два међународна сукоба.
Улазећи у Аустријско-пруски рат 1866. године, на страни Пруске која је победила Аустрију, Италија је добила Венецију. Од тада се границе Италије и Аустрије више неће мењати до краја Првог светског рата.
После пораза Француске у рату са Пруском и збацивања са власти Наполеона III, који је био папски заштитник, 20. септембра 1870. године италијанска војска умарширала је у ослобођени Рим. Све борбе за уједињење успешно су приведене крају. Некадашњој моћној папској држави остављена је мала територија у центру града Рима - Ватикан. Италија је била уједињена, а Рим постао краљевска престоница. Посебним законом регулисани су односи са Ватиканом, али папа тај закон није признао. Изјавио је да се повлачи у „добровољно сужањство“ у Ватикан, што ће трајати до међународног признања Ватикана 1929. године.